# ألكسندر نيكولايفيتش ليبيديف
ألكسندر نيكولايفيتش ليبيديف (بالروسية: Александр Николаевич Лебедев)‏ (1 أبريل 1981 في روسيا - ) هو لاعب كرة قدم روسي في مركز الوسط. لعب مع نادي سيسكا موسكو وFC Sever Murmansk ‏ وFC Krasnoye Znamya Noginsk ‏ وFC Fabus Bronnitsy ‏.